# Gallou (Mali)
Gallou est une localité et une commune rurale du Mali, chef-lieu d'arrondissement dans le cercle de Hombori, dans la région de Douentza.

## Géographie

Carte communale de Hombori

La localité de Gallou est située à 12 km à l'est du chef-lieu de cercle Hombori.

## Histoire
En 2023, la commune de Hombori qui compte 22 localités lors du recensement de 2009 et démembrée en deux communes pour former la nouvelle commune rurale de Gallou composée de l'unique localité de Gallou, la commune de Sangha conserve 22 localités.

## Villages
La commune est composée d'une localité relevée dans la commune de Hombori lors du recensement général de 2009 :
- Gallou (3 575 habitants).